# Fireball (album)
Fireball je páté studiové album britské hard rockové skupiny Deep Purple. Představovalo úspěšné pokračování směru vytyčeného předchozí deskou Deep Purple In Rock, k němuž přidalo žánrově pestřejší a experimentální obsah. Jedná se zároveň o jediné album Deep Purple, které vyšlo ve dvou rozdílných verzích.

## Historie
Nahrávání tohoto alba probíhalo velmi podobně jako u In Rock – bylo zdlouhavé a dělo se na několika místech. Původně se vydání plánovalo na závěr roku 1970, nakonec se však na pultech objevilo až v polovině roku následujícího. Dlouhou prodlevu způsobovalo neustálé koncertování, do nějž byla kapela tlačena svým managementem. Zvláště kytarista Ritchie Blackmore si stěžoval, že kvůli živému hraní měli málo času na přípravu materiálu.

## Obal
Fantasticky laděný vesmírný obal navazoval na výrazný vzhled udaný předchozími alby. Studio Castle, Cappell and Partners vytvořilo scénu s hlavami členů skupiny s rozevlátými vlasy ve velké ohnivé kouli řítící se vesmírem, přičemž ocas koule tvořil název alba. Zadní část obalu na tento výjev přímo navazovala, neboť na něm je zobrazena Země, z níž ohnivá koule vystartuje, jednou ji obkrouží a letí dál. Díky rozebratelnému obalu tak bylo možné vidět scenérii celistvou.
Vnitřní část obalu byla méně nápaditá, protože se na ní výjev přesně opakoval, pouze byl černobílý a doplňovaly ho fotografie a popisky.

## Obsah
Stopáž opět obsahovala sedm písní nabízejících necelých čtyřicet minut hudby. Toto album bylo první deskou Deep Purple obsahující eponymní skladbu. Titulní píseň Fireball vyšla i na singlu a stal se z ní jeden z oblíbených hitů. Byla koncipována podobně jako předchozí singlový hit Black Night, tedy jako kratší, údernější kus, jemuž v tomto případě dominují varhany Jona Lorda. Na koncertech zněla jen v proběhu navazujícího turné a brzy poté ji kapela vypustila.
Podobně dopadla následující No No No, pomalá a valivá záležitost s atypickým textem, v němž se zpěvák Ian Gillan pustil do kritiky politických elit devastujících životní prostředí. Píseň zároveň poprvé naznačuje touhu skupiny experimentovat s jinými žánry.
S No No No tvoří přirozenou tematickou dvojici Fools, která zároveň patří k vůbec nejoriginálnějším výtvorům Deep Purple. Dlouhou píseň uvádí ponuré instrumentální přemítání, vystřídané tvrdými naléhavými slokami a refrénem. Hlavními hrdiny textu jsou pošetilci (fools), kteří vedou svět ke zkáze a na konci sami v působivém finále umírají. Navzdory svým kvalitám se na koncertech objevila až v devadesátých letech.
Album Fireball je charakteristické velkým žánrovým rozpětím, což nejlépe dokumentují písně The Mule a Demon’s Eye. Prve jmenovaná odkazuje k postavě Mule (Mezka) ze známé sci-fi edice Nadace od Isaaca Asimova. Z větší části jde o instrumentální skladbu psychedelického progresivního rocku hraného například kapelou Pink Floyd. Tato píseň naopak zněla na mnoha koncertech až do rozpadu druhé sestavy Deep Purple, sloužila však hlavně jako podklad pro sólo Iana Paice na bicí a z vlastního songu zbyla pouze úvodní sloka.
Také Demon’s Eye je laděna do progresivního rocku, tentokrát však ve stylu americké skupiny Doors. Tempo udává Jon Lord a jeho klávesy hrající ve výrazném shuffle rytmu. Tématem je zrada hlavního hrdiny, který sděluje ženě, že už se nenechá znovu oklamat. Tato žena je „prohnaná jako oko démona (sly like a demon’s eye)“.
V závěrečné No One Came se Deep Purple vracejí k přímočařejšímu rocku, textově jde však o jednu z jejich nejlepších záležitostí – Ian Gillan ho napsal pod dojmem strachu, že „jednoho dne už nepřijdou žádní fanoušci“ a sláva jeho i celé kapely pomine. Sloky obsahují mnoho humorných narážek, celkově je však jejich vyznění ponuré a skličující.
Naprosto atypickým počinem pak byla Anyone’s Daughter, jemná téměř country záležitost. Kapela ji natočila jako jednu z prvních, jednotliví členové se však dlouho přeli o to, zda se na albu měla objevit. Nejvíce se proti ní stavěl Blackmore, ačkoliv to byl právě on, kdo přišel s nápadem na jemnou folkovou píseň ve stylu folkového kytaristy Alberta Leeho a přidal několik působivých sól na pedálovou steel kytaru. Ian Gillan opatřil melancholický instrumentál úsměvným příběhem hrdiny, který se při randění s různými dívkami dostává do křížku s jejich otci, na konci se však díky výhodnému sňatku stává boháčem.
Součástí „vesmíru“ Fireballu byl i úspěšný hit Strange Kind Of Woman, přímočará rocková koncertní stálice. Ve Spojených státech byla zařazena na album namísto Demon’s Eye, kterou tak američtí fanoušci mohli najít pouze na B straně singlu Fireball. Poprvé a naposled tak bylo vydáno album Deep Purple ve dvou různých verzích.
Během natáčení alba vznikly další tři nepoužité skladby: I’m Alone (B strana singlu Strange Kind of Woman), Slow Train a Freedom.

## Ohlasy a přijetí
Album bylo hned od vydání velmi úspěšné a usadilo se na první pozici britského žebříčku, byť se v něm neudrželo tak dlouho jako jeho předchůdce In Rock. Ale na rozdíl od něj udělalo dobrý výsledek v Americe, kde se umístilo na solidním 32. místě hitparády a Deep Purple se tak posluchačům za oceánem opět připomněli po svém působivém debutu s coverem skladby Hush.
Dodnes je tato deska velmi pozitivně hodnocena jak fanoušky, tak kritiky, byť pohled samotné skupiny na něj není ucelený. Podle Ritchieho Blackmorea jsou na albu jen tři dobré písně (Fireball, No, No, No a Fools), zatímco Ian Gillan Fireball vždy hájil jako svůj oblíbený a s postupem let se o něm pozitivně vyjadřoval i Jon Lord.
Jediná nespokojenost fanoušků se týkala toho, že kapela hrála v sedmdesátých živě pouze The Mule, Fireball, No No No, z nichž pouze první jmenovaná se v koncertním setlistu udržela dlouhodobě. Od devadesátých let už zazněly na koncertech všechny.

## Odkaz
Fireball patří společně s In Rock a Machine Head ke třem nejoblíbenějším albům Deep Purple, málokdy je ale hodnocen jako vůbec nejlepší. Žádné jiné album však nenabízí tak pestrý obsah, ať už žánrově nebo textově, což nejlépe dokumentuje mimořádné tvůrčí i hudební schopnosti této skupiny.

## Seznam skladeb
(Všechny skladby napsali Blackmore, Gillan, Glover, Lord a Paice)

### Původní evropské vydání naLP
| Strana 1 | Strana 1          | Strana 1 |
| Pořadí   | Název             | Délka    |
| -------- | ----------------- | -------- |
| 1.       | Fireball          | 3:25     |
| 2.       | No No No          | 6:54     |
| 3.       | Demon’s Eye       | 5:21     |
| 4.       | Anyone’s Daughter | 4:43     |

| Strana 2 | Strana 2    | Strana 2 |
| Pořadí   | Název       | Délka    |
| -------- | ----------- | -------- |
| 5.       | The Mule    | 5:23     |
| 6.       | Fools       | 8:21     |
| 7.       | No One Came | 6:28     |

| Bonusové skladby na znovuvydaném CD k 25. výročí alba | Bonusové skladby na znovuvydaném CD k 25. výročí alba | Bonusové skladby na znovuvydaném CD k 25. výročí alba |
| Pořadí                                                | Název                                                 | Délka                                                 |
| ----------------------------------------------------- | ----------------------------------------------------- | ----------------------------------------------------- |
| 8.                                                    | Strange Kind of Woman (a-side remix 96)               | 4:07                                                  |
| 9.                                                    | I’m Alone (b-side)                                    | 3:08                                                  |
| 10.                                                   | Freedom (album out-take)                              | 3:37                                                  |
| 11.                                                   | Slow Train (album out-take)                           | 5:38                                                  |
| 12.                                                   | Demon’s Eye (remix 96)                                | 6:13                                                  |
| 13.                                                   | The Noise Abatement Society Tapes                     | 4:17                                                  |
| 14.                                                   | Fireball (take 1 – instrumental)                      | 4:09                                                  |
| 15.                                                   | Backwards Piano                                       | 0:56                                                  |
| 16.                                                   | No One Came (remix 96)                                | 6:24                                                  |

### PůvodníLPvydané vUSA,KanaděaJaponsku
| Strana 1 | Strana 1              | Strana 1 |
| Pořadí   | Název                 | Délka    |
| -------- | --------------------- | -------- |
| 1.       | Fireball              | 3:25     |
| 2.       | No No No              | 6:54     |
| 3.       | Strange Kind of Woman | 4:07     |
| 4.       | Anyone’s Daughter     | 4:43     |

| Strana 2 | Strana 2    | Strana 2 |
| Pořadí   | Název       | Délka    |
| -------- | ----------- | -------- |
| 5.       | The Mule    | 5:23     |
| 6.       | Fools       | 8:21     |
| 7.       | No One Came | 6:28     |

## Obsazení
- Ritchie Blackmore – kytara, pedálová steel kytara
- Ian Gillan – zpěv
- Roger Glover – baskytara
- Jon Lord – varhany, klávesy
- Ian Paice – bicí, perkuse